# Голубовићи (Велика Кладуша)
Голубовићи су насељено мјесто у Општини Велика Кладуша, Унско-сански кантон, ФБиХ.

## Географија
Голубовићи се налази у Општини Велика Кладуша, близу насеља Тодорово, чијој мјесној заједници и припада. У савјету мјесне заједнице има 2 члана. Налази се на надморској висини од 340 метара. Од Велике Кладуше је ваздушном линијом удаљена око 13.000 метара (13 километара). Мјесна заједница је 1991. имала 1.876 становника, а насељено мјесто је имало 332 становника.

## Демографија
| Националност | 1991. | 1981. | 1971. |
| Муслимани    | 896   | 993   | 843   |
| Срби         | 0     | 0     | 0     |
| Хрвати       | 1     | 0     | 0     |
| Југословени  | 4     | 0     | 0     |
| остали       | 2     | 0     | 3     |
| Укупно       | 903   | 993   | 846   |